# K9795/9796次列车
013Х/014ЦТ次列车，在中国境内称为K9795/9796次列车，是哈萨克斯坦铁路及中国铁路共同运行于哈萨克斯坦共和国直辖市阿拉木图至中华人民共和国新疆维吾尔族自治区首府乌鲁木齐的一趟国际联运快速列车，自1992年6月23日起开行，是哈萨克斯坦与中国之间开行的首趟国际联运列车。列车沿土西铁路、精伊霍铁路、北疆铁路运行，在哈萨克斯坦境内跨越阿拉木图、阿拉木图州和东哈萨克斯坦州三州市。其中，哈萨克斯坦铁路担当的列车每星期日由阿拉木图2号站发车，运行30小时47分，于星期一抵达乌鲁木齐站；每星期一在乌鲁木齐站发车，运行31小时51分，于星期三抵达阿拉木图2号站，全程1359公里。中国铁路担当的列车于1993年4月3日开行，在哈萨克斯坦境内称为103Ц/104ЦА次列车。每星期六在乌鲁木齐站发车，运行25小时26分，于星期日抵达阿拉木图2号站；每星期一在阿拉木图2号站发车，运行21小时49分，于星期二抵达乌鲁木齐站，全程1048公里。列车的开行对于加强中国与哈萨克斯坦以及中亚国家的合作具有重要意义。

## 历史
1954年10月12日，中苏两国政府发表《关于修建兰州－乌鲁木齐－阿拉木图铁路并组织联运的联合公报》，商定修建中国通往苏联的第三条国际通道，由两国负责修建各自境内的路段。1958年，中国路段兰新铁路在新疆境内全面施工，乌鲁木齐以西至国境线的北疆铁路工程也同时进行。但其后因中苏交恶，至1961年5月乌鲁木齐至阿拉山口段停工。1980年代后，苏联和中国的关系得到较大改善，乌鲁木齐至阿拉山口铁路亦于1985年5月1日复工，并在1990年9月12日与苏联土西铁路接轨，构成了新亚欧大陆桥。
1991年5月7日，中苏铁路关于亚欧大陆桥集装箱货物运输会谈在乌鲁木齐举行，双方商定经由阿拉山口－德鲁日巴（今多斯特克）开办国际铁路客货联运业务。同年12月25日，苏联解体，原与阿拉山口接轨国变更为哈萨克斯坦。1992年2月26日，中国铁道部与哈萨克斯坦交通部就加强两国铁路之间运输合作问题举行了会谈，双方同意尽快将阿拉山口－德鲁日巴国境口岸投入正式运营，并签署《中华人民共和国铁道部和哈萨克斯坦共和国交通部国境铁路协定》。3月30日，中哈铁路代表在阿拉木图举行会谈并签订了议定书，双方同意在乌鲁木齐－阿拉木图间开行国际旅客列车，分别由乌鲁木齐铁路局和阿拉木图铁路局担当。议定书规定了列车开行日期及时刻表、列车编组和售票、清算及客车技术维护和交接办法等内容。
1992年6月20日，阿拉木图－乌鲁木齐国际旅客列车正式开行，车次使用13/14次，由哈萨克斯坦铁路提供车辆并担当乘务，列车在多斯特克站更换转向架，每周运行一班。当晚在阿拉木图举行了隆重的通车典礼，哈萨克斯坦总统努尔苏丹·纳扎尔巴耶夫、总理谢尔盖·捷列先科和中国铁道部长李森茂率领的中国政府代表团出席了庆祝仪式。6月23日举行了该趟列车在乌鲁木齐的首发仪式，中国国务院副总理吴学谦、铁道部副部长石希玉和哈萨克斯坦、乌兹别克斯坦及塔吉克斯坦三国副总理及吉尔吉斯斯坦全权代表出席了庆祝活动。
1992年9月19日，阿拉木图－乌鲁木齐国际旅客列车加挂塔什干－乌鲁木齐直通客车，由哈萨克斯坦铁路提供车辆并担当乘务，至1993年10月停挂。1993年4月3日，乌鲁木齐－阿拉木图第二趟13/14次国际旅客列车开行，由中国铁路提供车辆并担当乘务，并在乌鲁木齐加挂兰州－阿拉木图的243/244次直通客车，至1994年4月7日停挂。
2009年4月1日，中国铁路调整运行图，列车车次在中国境内由原来的N895/896次变更为K9795/9796次。
2017年9月30日起，随着乌鲁木齐西车辆段霍尔果斯换装库启用，中国铁路担当的列车改为经由霍尔果斯－阿腾科里口岸出入境，车底更换为25G型国际联运客车，列车车次在哈萨克斯坦境内变更为103Ц/104ЦА次。运行里程减少至1048公里，压缩了301公里；旅行时间缩短至24小时左右，节约近三分之一。而哈萨克斯坦铁路担当的列车则继续经由阿拉山口－多斯特克口岸出入境。
2020年1月30日起，因应疫情防控需要，K9795/9796次列车停运至今。

## 列车编组
哈萨克斯坦铁路担当的列车使用德国制造的哈萨克斯坦铁路俄式客车，車身標注「-36」（俄語，義為「定員36人」），为四辆硬卧车，由阿拉木图铁路局负责客运任务；中国铁路担当的列车使用青岛四方机车车辆厂制造的国际联运版25G型客车，采取6节车厢编组，其中软卧车5辆、空调发电车1辆，由乌鲁木齐客运段国际联运车队负责客运任务。另外，哈萨克斯坦铁路担当的列车在阿克斗卡站将加挂或解编努尔苏丹至乌鲁木齐的K9797/9798次列车。
由于哈萨克斯坦铁路采用轨距为1520毫米的宽轨，而中国铁路则采用1435毫米的标准铁轨，铁轨宽窄不同，因此列车每次出入境均需要在哈萨克斯坦的多斯特克站换轮库更换转向架（中方担当的列车则在霍尔果斯站换轮库更换）。整个过程一般是用起重设备将客车整列抬起，原转向架推出，再推进另一轨距的备用转向架，乘客则在多斯特克站或霍尔果斯站等待。由于边防检查的需要，列车在阿拉山口站或霍尔果斯站需要停靠3个小时左右。
| 运行区段 | 阿拉木图↔乌鲁木齐（哈萨克斯坦铁路） | 乌鲁木齐↔阿拉木图（中国铁路） | 乌鲁木齐↔阿拉木图（中国铁路） |
| 车厢编号 | 1-4                                 | 1                             | 2-3,5-6,10                    |
| 车型     | МЕСТ-36 定員36人 硬卧车             | KD25G 空调发电车              | RW25G 软卧车                  |
| 配属     | 阿拉木图铁路局                      | 乌局乌段                      | 乌局乌段                      |

## 机车交路

### 哈萨克斯坦铁路担当
K9795/9796次列车在中国境内由中国铁路乌鲁木齐局集团有限公司乌鲁木齐机务段使用和谐1D型电力机车担当乌鲁木齐至阿拉山口间机车交路，由乌鲁木齐机务段机车乘务员值乘，中哈边境由中国铁路乌鲁木齐局集团有限公司乌鲁木齐机务段使用东风8B型内燃机车担当阿拉山口至多斯特克间机车交路，由乌鲁木齐机务段阿拉山口折返车间司机值乘。
哈萨克斯坦境内多斯特克至阿拉木图由哈萨克斯坦铁路的TE33A型柴油机车担当（俄语：ТЭ33А），由哈萨克斯坦铁路司机值乘。而列车在抵达阿克斗卡站与阿拉木图1号站后会各有一次换向。
| 运行区段               | 乌鲁木齐↔阿拉山口                      | 阿拉山口↔多斯特克                      | 多斯特克↔阿拉木图1号站                        | 阿拉木图1号站↔阿拉木图2号站                  |
| 本务机车 配属 司机更替 | 和谐1D型电力机车 乌局乌段 乌鲁木齐司机 | 东风8B型内燃机车 乌局乌段 阿拉山口司机 | TE33A型柴油机车 哈萨克斯坦铁路 哈萨克斯坦司机 | KZ4A型电力机车 哈萨克斯坦铁路 哈萨克斯坦司机 |

### 中国铁路担当
K9795/9796次列车在中国境内由中国铁路乌鲁木齐局集团有限公司乌鲁木齐机务段使用和谐1D型电力机车担当乌鲁木齐至霍尔果斯间机车交路，由乌鲁木齐机务段机车乘务员值乘。
中国霍尔果斯至哈萨克斯坦阿拉木图由哈萨克斯坦铁路的TE33A型柴油机车担当（俄语：ТЭ33А），由哈萨克斯坦铁路司机值乘。而列车在抵达阿拉木图1号站后会有一次换向。
| 运行区段               | 乌鲁木齐↔霍尔果斯                      | 霍尔果斯↔阿拉木图1号站                        | 阿拉木图1号站↔阿拉木图2号站                  |
| 本务机车 配属 司机更替 | 和谐1D型电力机车 乌局乌段 乌鲁木齐司机 | TE33A型柴油机车 哈萨克斯坦铁路 哈萨克斯坦司机 | KZ4A型电力机车 哈萨克斯坦铁路 哈萨克斯坦司机 |

## 时刻表
- 注：哈萨克斯坦与中国时差为2小时。

### 哈萨克斯坦铁路担当
| 013Х次/K9796次                                                    | 013Х次/K9796次 | 013Х次/K9796次 | 013Х次/K9796次 | 停靠站       | K9795次/014ЦТ次 | K9795次/014ЦТ次 | K9795次/014ЦТ次 | K9795次/014ЦТ次 |
| 车次                                                              | 天数           | 到点           | 开点           | 停靠站       | 到点            | 开点            | 天数            | 车次            |
| ----------------------------------------------------------------- | -------------- | -------------- | -------------- | ------------ | --------------- | --------------- | --------------- | --------------- |
| 013Х                                                              | 当天(星期日)   | —              | 00:01          | 阿拉木图2站  | 05:24           | —               | 第三天(星期三)  | 014ЦТ           |
| 013Х                                                              | 当天(星期日)   | 00:23          | 00:53          | 阿拉木图1站  | 04:32           | 05:02           | 第三天(星期三)  | 014ЦТ           |
| 013Х                                                              | 当天(星期日)   | 02:00          | 02:03          | 卡普恰盖     | 03:19           | 03:22           | 第三天(星期三)  | 014ЦТ           |
| 013Х                                                              | 当天(星期日)   | 04:05          | 04:20          | 萨雷奥泽克   | 01:00           | 01:15           | 第三天(星期三)  | 014ЦТ           |
| 013Х                                                              | 当天(星期日)   | 06:44          | 06:49          | 乌什托别     | 22:50           | 22:55           | 第二天(星期二)  | 014ЦТ           |
| 013Х                                                              | 当天(星期日)   | 08:27          | 08:41          | 马泰         | 20:46           | 21:01           | 第二天(星期二)  | 014ЦТ           |
| 013Х                                                              | 当天(星期日)   | 10:52          | 11:22          | 阿克斗卡     | 17:58           | 18:34           | 第二天(星期二)  | 014ЦТ           |
| 013Х                                                              | 当天(星期日)   | 13:36          | 13:51          | 别斯科利     | 15:30           | 15:45           | 第二天(星期二)  | 014ЦТ           |
| 013Х                                                              | 当天(星期日)   | 14:45          | 14:50          | 阿克希       | 14:31           | 14:36           | 第二天(星期二)  | 014ЦТ           |
| 013Х                                                              | 当天(星期日)   | 15:45          | 15:50          | 扎拉纳什科尔 | 13:26           | 13:31           | 第二天(星期二)  | 014ЦТ           |
| 013Х/K9796                                                        | 当天(星期日)   | 16:35          | 19:50          | 多斯特克     | 09:20           | 12:40           | 第二天(星期二)  | K9795/014ЦТ     |
| ↑ （哈萨克斯坦标准时间 UTC+06:00） / 中国（北京时间 UTC+08:00） ↓ |                |                |                |              |                 |                 |                 |                 |
| K9796                                                             | 当天(星期日)   | 22:10          | 23:50          | 阿拉山口     | 08:00           | 11:00           | 第二天(星期二)  | K9795           |
| K9796                                                             | 第二天(星期一) | 08:48          | —              | 乌鲁木齐     | —               | 23:33           | 当天(星期一)    | K9795           |

### 中国铁路担当
| K9795次/104ЦА次                                                   | K9795次/104ЦА次 | K9795次/104ЦА次 | K9795次/104ЦА次 | 停靠站         | 103Ц次/K9796次 | 103Ц次/K9796次 | 103Ц次/K9796次 | 103Ц次/K9796次 |
| 车次                                                              | 天数            | 到点            | 开点            | 停靠站         | 到点           | 开点           | 天数           | 车次           |
| ----------------------------------------------------------------- | --------------- | --------------- | --------------- | -------------- | -------------- | -------------- | -------------- | -------------- |
| K9795                                                             | 当天(星期六)    | —               | 23:33           | 乌鲁木齐       | 08:48          | —              | 第二天(星期二) | K9796          |
| K9795                                                             | 第二天(星期日)  | 09:30           | 09:42           | 伊宁           | 00:13          | 00:18          | 第二天(星期二) | K9796          |
| K9795/104ЦА                                                       | 第二天(星期日)  | 11:19           | 17:00           | 霍尔果斯       | 18:52          | 23:25          | 当天(星期一)   | 103Ц/K9796     |
| 104ЦА                                                             | 第二天(星期日)  | 17:07           | 17:10           | 霍尔果斯边检场 | 18:42          | 18:45          | 当天(星期一)   | 103Ц           |
| ↑ 中国（北京时间 UTC+08:00） / （哈萨克斯坦标准时间 UTC+06:00） ↓ |                 |                 |                 |                |                |                |                |                |
| 104ЦА                                                             | 第二天(星期日)  | 15:30           | 16:50           | 阿腾科里边检场 | 14:56          | 16:22          | 当天(星期一)   | 103Ц           |
| 104ЦА                                                             | 第二天(星期日)  | 17:10           | 17:50           | 阿腾科里       | 14:09          | 14:36          | 当天(星期一)   | 103Ц           |
| 104ЦА                                                             | 第二天(星期日)  | 22:59           | —               | 阿拉木图       | —              | 08:59          | 当天(星期一)   | 103Ц           |

## 重大事故
1995年11月8日凌晨0时08分，乌鲁木齐铁路局北疆铁路公司奎屯机务段的1081号调车机车在阿拉山口站由2道转线逆向去站内1道等计划时，因司机精力不集中、间断瞭望、臆测行车，与1道停留的14次国际旅客列车发生正面冲突。构成列车冲突险性事故。